# Tosca Hoogduin
Tosca Hoogduin (Den Haag, 25 juli 1934 – Gorinchem, 26 mei 2002) was een Nederlandse presentatrice bij de radio.
In 1957 ging ze werken bij AVRO. Tijdens haar circa 35 jaar bij de radio presenteerde ze onder andere
- Auto in, AVRO aan
- Cedea
- Mezzo
- Showtime
- Dag met een gaatje
- Easy Listening
- Kom er maar eens bij
- Play it Again
- Rondom Twaalf

Ze is vooral bekend geworden met het AVRO-nachtprogramma Easy Listening, dat ze gedurende 15 jaar presenteerde. Dit programma, met de muziekkeuze van Jerry van Rooyen en later Imme Schade van Westrum, begon ze altijd met "Muziek voor wie wil gaan slapen, maar nog niet kan. Voor wie kan gaan slapen, maar nog niet wil." met op de achtergrond Tsumagoi van Sadao Watanabe. Over haar zwoele, donkerbruine stem werd wel gezegd dat deze die van "de sekslijndames bleek doet wegtrekken".
In 1994 ging ze met pensioen en verving voormalig nieuwslezeres Audrey van der Jagt haar bij Easy Listening. Ook het programma Mezzo kwam terug. Wederom met samensteller Imme Schade van Westrum, maar ditmaal gepresenteerd door Robert Long. Easy Listening en Mezzo bleven in hun soort de best beluisterde programma's op Radio 2. Na een langdurig ziekbed is ze in 2002 op 67-jarige leeftijd in het hospice in Gorinchem aan kanker overleden.
Ze is begraven op de Algemene Begraafplaats van het Zeeuwse dorp Yerseke.